# Robert Studer
Robert Studer, švicarski rokometaš, * 17. februar 1912, † ?.
Leta 1936 je na poletnih olimpijskih igrah v Berlinu v sestavi švicarske rokometne reprezentance osvojil bronasto olimpijsko medaljo.